# Ahmad Mnajed
Ahmad Mnajed Abbas (13 de dezembro de 1978) é um futebolista iraquiano que atua como meia, atacante.

## Carreira
Ahmad Mnajed integrou o elenco da Seleção Iraquiana de Futebol, nas Olimpíadas de 2004. 